# Liste der preußischen Minister der öffentlichen Arbeiten
Der erste preußische Minister der öffentlichen Arbeiten wurde am 17. April 1878 ernannt, als das Ministerium der öffentlichen Arbeiten aus dem preußischen Handelsministerium ausgegliedert wurde. Bis dahin war es dort eine eigene Abteilung.
Anschließend wurden beide Ministerien noch in Personalunion durch Albert von Maybach geführt. Das Ministerium war zuständig für die Eisenbahnen, Wasserstraßen und das Bauwesen – also eine Art Infrastrukturministerium im heutigen Verständnis.
Das Dienstgebäude befand sich in Berlin-Mitte, Voßstraße 35, und wurde 1908 auf das Gebäude Voßstraße 34 erweitert.

## Liste
| Name                               | Amtsantritt       | Ende der Amtszeit | Bild                   |
| ---------------------------------- | ----------------- | ----------------- | ---------------------- |
| Heinrich Karl Julius von Achenbach | 1873              | 3. März 1878      | Heinrich von Achenbach |
| Albert von Maybach                 | 14. März 1879     | 20. Juni 1891     | Albert von Maybach     |
| Karl von Thielen                   | 20. Juni 1891     | 23. Juni 1902     | Karl von Thielen       |
| Hermann Friedrich Hans von Budde   | 23. Juni 1902     | 28. April 1906    | Hermann von Budde      |
| Paul Justin von Breitenbach        | 11. Mai 1906      | 13. November 1918 | Paul von Breitenbach   |
| Wilhelm Hoff                       | 14. November 1918 | 20. März 1919     | Wilhelm Hoff           |
| Rudolf Oeser                       | 25. März 1919     | 10. März 1921     | Rudolf Oeser           |